# Harpadon nehereus
Scopelidé
Espèce
Synonymes
- Harpadon nebereus (Hamilton, 1822)[1]
- Harpodon nehereus (Hamilton, 1822)[1]
- Osmerus nehereus Hamilton, 1822[1]

Statut de conservation UICN

NT : Quasi menacé
Harpadon nehereus, communément appelé le Scopelidé, est une espèce de poissons de la famille des Synodontidae, couramment consommé en Asie.

## Répartition
Harpadon nehereus est une espèce marine ou d'eau saumâtre qui se rencontre dans les océans Indien et Pacifique ouest, depuis les côtes de la Somalie jusqu'à celles de la Nouvelle-Guinée et du Nord du Japon jusqu'en Indonésie. Elle est présente aux profondeurs supérieures à 50 m.

## Description
Harpadon nehereus peut mesurer jusqu'à 40 cm de longueur totale, mais sa taille habituelle est d'environ 25 cm.

## Systématique
L'espèce Harpadon nehereus a été initialement décrite en 1822 par le zoologiste écossais Francis Hamilton (1762-1829) sous le protonyme d’Osmerus nehereus,, tout en émettant un doute quant au fait qu'il s'agit bien d'une espèce du genre Osmerus.

## Noms vernaculaires
Harpadon nehereus porte de très nombreux noms vernaculaires mais la FAO n'en retient que trois :
- Bombay duck en anglais ;
- Bumalo en espagnol ;
- Scopelidé en français.

## Étymologie
Son épithète spécifique, nehereus, est une latinisation de Nehare son nom commun à l'embouchure du Gange en Inde.
L'origine du nom vernaculaire anglais Bombay duck (littéralement « canard de Bombay ») est incertaine. Une fausse étymologie populaire prétend que l'odeur accablante du poisson séché lorsqu'il est transporté par train postal (le Bombay Daak) a donné lieu à l'expression « Vous sentez le Bombay Daak » à l'époque du Raj britannique. Cependant, cette expression est attestée dès 1815, soit 37 ans avant la construction du premier chemin de fer à Bombay, ce qui rend cette dérivation impossible,.
Dans son livre de poèmes et de « réminiscences indiennes » de 1829, Sir Toby Rendrag (pseudonyme) note « l'utilisation d'un poisson surnommé « canard de Bombay » » et l'expression est utilisée dans des textes dès 1815.

## Utilisations
Cette espèce est capturée dans les pêcheries commerciales au chalut, au filet maillant et au filet fixe au Pakistan, en Inde et au Bangladesh et y est un poisson très apprécié comme aliment. Les captures indiennes sont également exportées sous forme séchée. Ce poisson est également péché dans les zones côtières de la Chine. Les pêches au chalut de subsistance et les pêches commerciales à petite échelle exploitent également cette espèce en Indonésie. C'est une prise accessoire dans les pêches au chalut au large du sud-ouest de Taïwan, et sa valeur marchande y augmente depuis 2007.

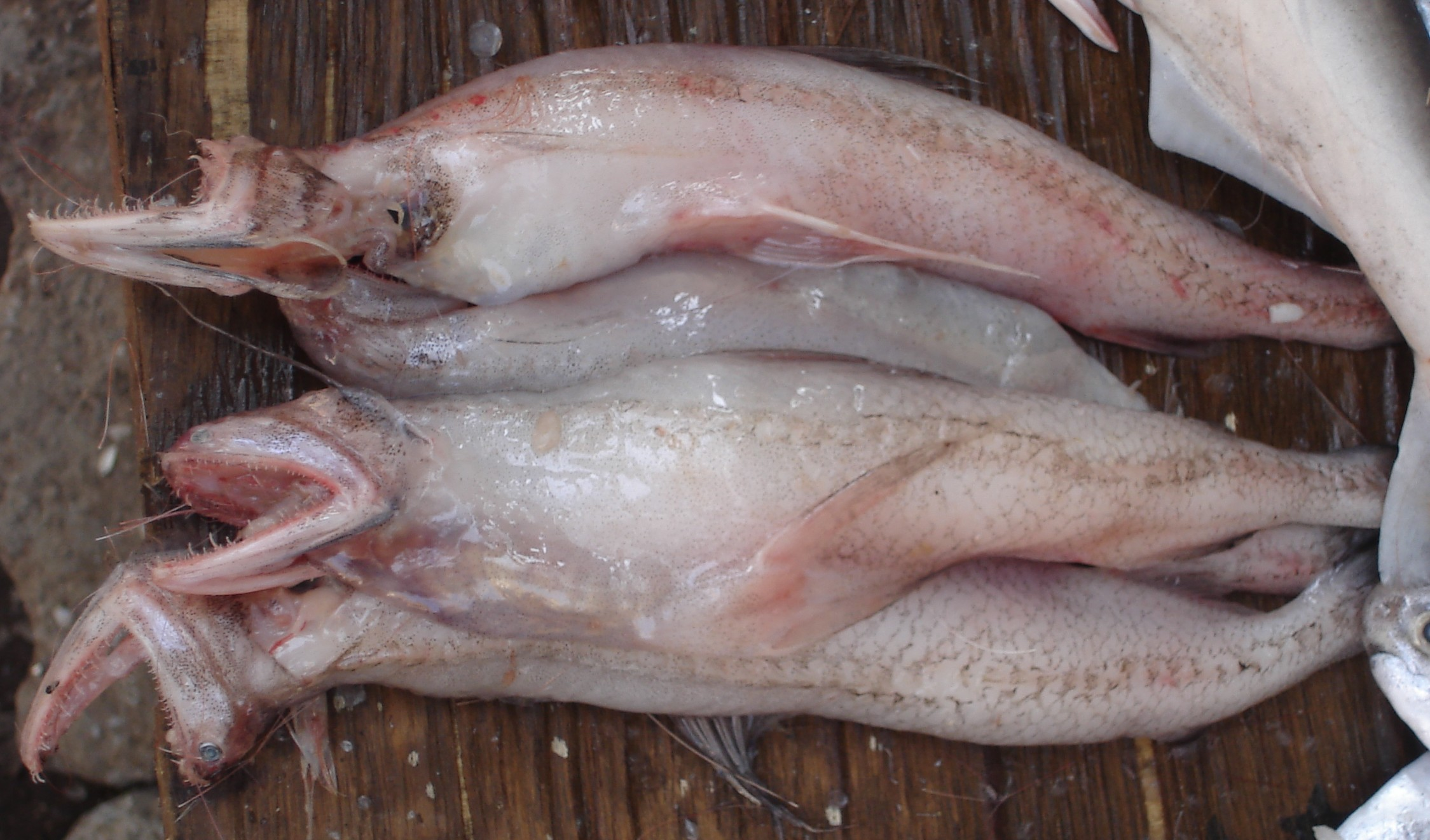
Individus péchés.
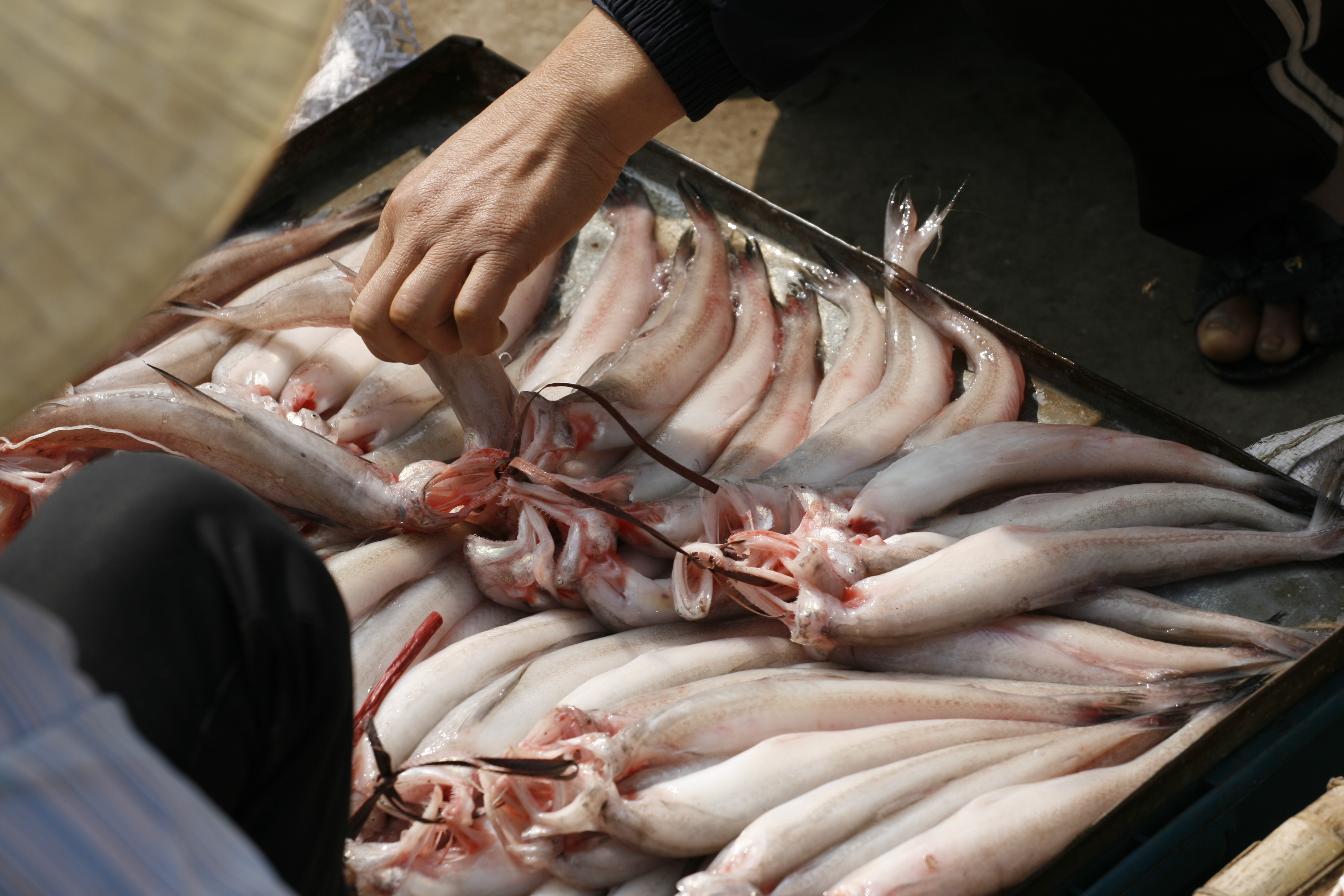
Scopelidé entreposés.
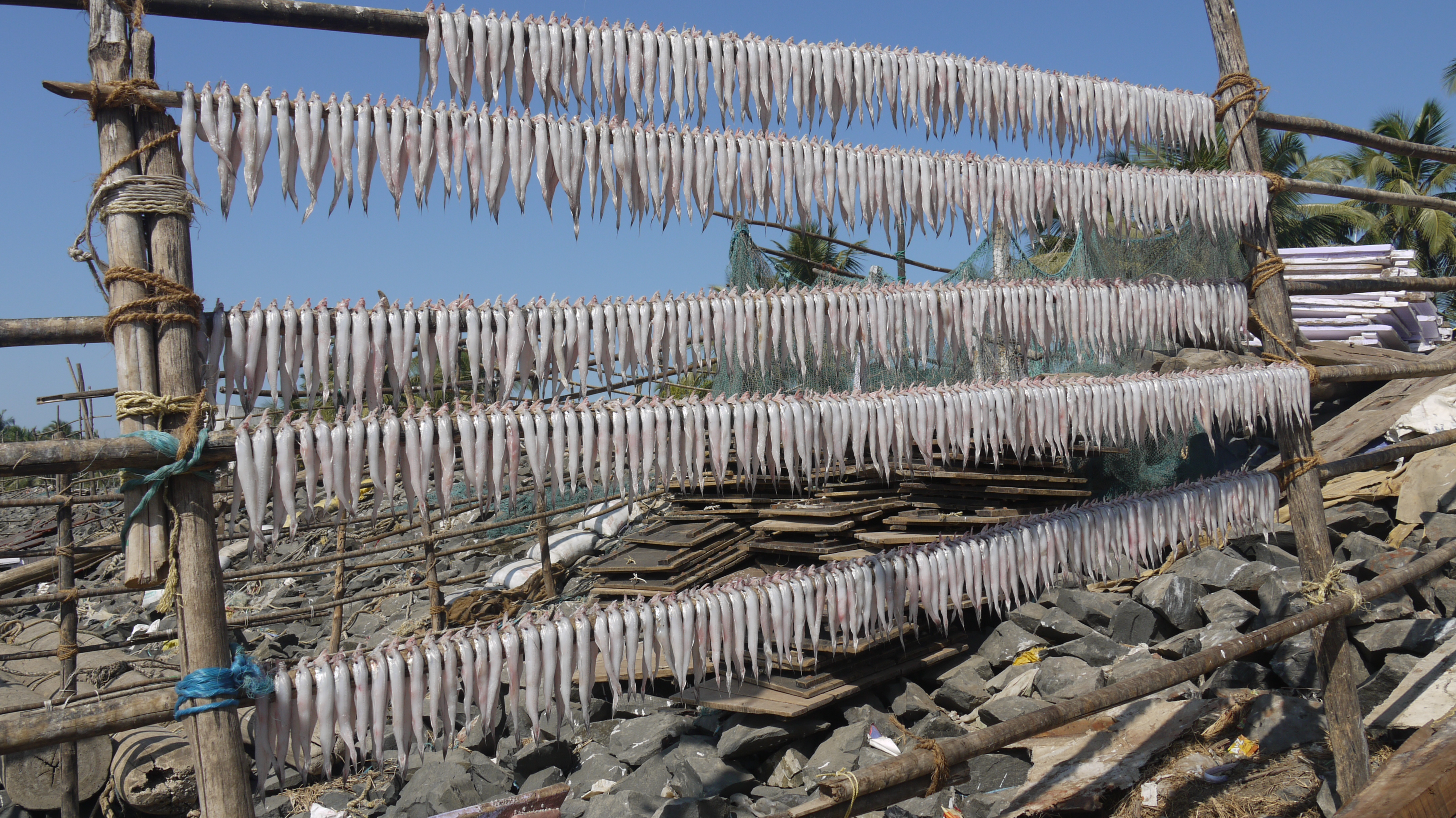
Scopelidés mis à séchés.
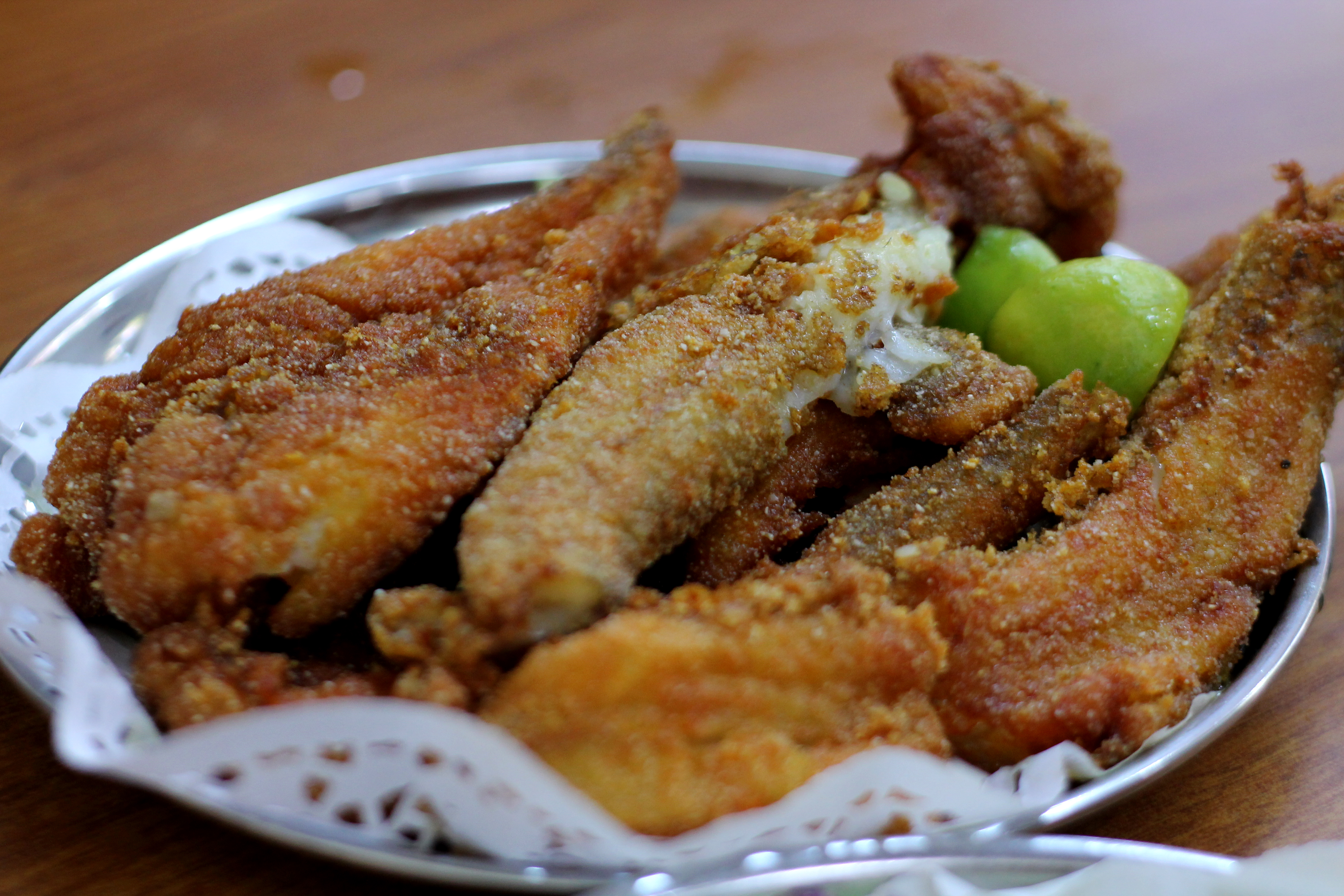
Exemple de cuisine, Scopelidé frit.

## Menaces et conservation
Cette espèce fait l'objet d'une surpêche dans plusieurs parties de son aire de répartition, notamment au Pakistan, en Inde occidentale, au Bangladesh et en Chine. Elle est également touchée par la dégradation des estuaires (pollution et développement côtier), qui se produit dans toute son aire de répartition. L'espèce a été trouvée vivant dans des eaux avec de fortes concentrations de métaux lourds à Digha, en Inde.
Aucune gestion officielle de la pêche pour cette espèce n'est en place au Pakistan ou en Inde. Selon l'UICN (28 octobre 2021), des actions de conservation sont nécessaires au Pakistan, en Inde et au Bangladesh pour réduire l'effort de pêche, notamment en réglementant les engins de pêche, en interdisant les prises pendant la période de frayage et en protégeant les zones de reproduction estuariennes. Des améliorations seraient également nécessaires dans la gestion de la pêche en Chine et en Indonésie, notamment en augmentant la taille des mailles des filets de pêche.

## Publication originale
- Francis Hamilton (formerly Buchanan) (ill. Haludar), An Account of the Fishes Found in the River Ganges and Its Branches, Édimbourg, Inconnu et inconnu, 1822, 428 p. (ISBN 1-17-504730-9, OCLC 2844620, LCCN 05025790, DOI 10.5962/BHL.TITLE.59540, lire en ligne).